# Mari Leinan Lund
Mari Leinan Lund (28 maggio 1999) è una combinatista nordica norvegese.

## Biografia
Originaria di Trondheim e sorella di Marte, a sua volta combinatista nordica, è attiva in gare FIS dal settembre del 2015; in Coppa Continentale la Leinan Lund ha esordito il 25 gennaio 2020 a Rena (8ª) e ha ottenuto la prima vittoria, nonché primo podio, il 22 febbraio successivo a Eisenerz. Ha esordito in Coppa del Mondo nella gara inaugurale del circuito femminile, disputata il 18 dicembre 2020 a Ramsau am Dachstein (7ª), e ai successivi Mondiali di Oberstdorf 2021, sua prima presenza iridata, ha vinto la medaglia d'argento nel trampolino normale;  in Coppa del Mondo ha conquistato il primo podio il 3 dicembre dello stesso anno a Lillehammer  (2ª) e la prima vittoria il 7 gennaio 2022 in Val di Fiemme.

## Palmarès

### Mondiali
- 1 medaglia
  - 1 argento (trampolino normale a Oberstdorf 2021)

### Coppa del Mondo
- Miglior piazzamento in classifica generale: 3ª nel 2024
- 13 podi (12 individuali, 1 a squadre):
  - 3 vittorie (2 individuali, 1 a squadre)
  - 6 secondi posti (individuali)
  - 4 terzi posti (individuali)

#### Coppa del Mondo - vittorie
| Data            | Località                | Nazione  | Trampolino              | Spec.                                                                                     |
| --------------- | ----------------------- | -------- | ----------------------- | ----------------------------------------------------------------------------------------- |
| 7 gennaio 2022  | Val di Fiemme           | Italia   | Giuseppe Dal Ben HS104  | T SP NH/2x5 km + 2x2,5 km (con Jens Lurås Oftebro, Gyda Westvold Hansen e Jørgen Graabak) |
| 13 gennaio 2024 | Oberstdorf              | Germania | Schattenberg HS106      | IN NH/5 km                                                                                |
| 27 gennaio 2024 | Schonach im Schwarzwald | Germania | Langenwaldschanze HS100 | IN NH/4 km                                                                                |

Legenda:

IN = individuale Gundersen

T = gara a squadre

SP = sprint

NH = trampolino normale

### Coppa Continentale
- Miglior piazzamento in classifica generale: 8ª nel 2020
- 2 podi (1 individuale, 1 a squadre):
  - 1 vittoria (a squadre)
  - 1 secondo posto (individuale)

#### Coppa Continentale - vittorie
| Data             | Località | Nazione | Trampolino          | Spec.         |
| ---------------- | -------- | ------- | ------------------- | ------------- |
| 22 febbraio 2020 | Eisenerz | Austria | Erzberg Arena HS109 | T NH/4x2,5 km |

Legenda:

T = gara a squadre

NH = trampolino normale